# Точка Кюри
| Материал | Tc (K) |
| -------- | ------ |
| MnOFe2O3 | 573    |
| Y3Fe5O12 | 560    |
| Cu2MnIn  | 500    |
| CrO2     | 386    |
| MnAs     | 318    |
| Gd       | 292    |
| Au2MnAl  | 200    |
| Dy       | 88     |
| EuO      | 69     |
| CrBr3    | 37     |
| EuS      | 16,5   |
| GdCl3    | 2,2    |

| Материал | Tc (K) |
| -------- | ------ |
| Co       | 1388   |
| Fe       | 1043   |
| Fe2B     | 1015   |
| FeOFe2O3 | 858    |
| NiOFe2O3 | 858    |
| CuOFe2O3 | 728    |
| MgOFe2O3 | 713    |
| MnBi     | 630    |
| Cu2MnAl  | 630    |
| Ni       | 627    |
| MnSb     | 587    |
| MnB      | 578    |

То́чка Кюри́, или температу́ра Кюри́, — температура фазового перехода II рода, связанного со скачкообразным изменением свойств симметрии вещества (например, магнитной — в ферромагнетиках, электрической — в сегнетоэлектриках, кристаллохимической — в упорядоченных сплавах). Названа по имени П. Кюри.
При температуре {\displaystyle T} ниже точки Кюри {\displaystyle Q} ферромагнетики обладают самопроизвольной (спонтанной) намагниченностью и определённой магнитно-кристаллической симметрией. В точке Кюри ({\displaystyle T=Q}) интенсивность теплового движения атомов ферромагнетика оказывается достаточной для разрушения его самопроизвольной намагниченности («магнитного порядка») и изменения симметрии, в результате ферромагнетик становится парамагнетиком. Аналогично у антиферромагнетиков при {\displaystyle T=Q} (в так называемой антиферромагнитной точке Кюри или точке Нееля) происходит разрушение характерной для их магнитной структуры (магнитных подрешёток), и антиферромагнетики становятся парамагнетиками.
В сегнетоэлектриках и антисегнетоэлектриках при {\displaystyle T=Q} тепловое движение атомов сводит к нулю самопроизвольную упорядоченную ориентацию электрических диполей элементарных ячеек кристаллической решётки. В упорядоченных сплавах в точке Кюри (её называют в случае сплавов также точкой Курнакова) степень дальнего порядка в расположении атомов (ионов) компонентов сплава становится равной нулю.
Таким образом, во всех случаях фазовых переходов II рода (типа точки Кюри) при {\displaystyle T=Q} в веществе происходит исчезновение того или иного вида атомного «порядка» (упорядоченной ориентации магнитных или электрических моментов, дальнего порядка в распределении атомов по узлам кристаллической решётки в сплавах и т. п.). Вблизи точки Кюри в веществе происходят специфические изменения многих физических свойств (например, теплоёмкости, магнитной восприимчивости и др.), достигающие максимума при {\displaystyle T=Q}, что обычно и используется для точного определения температуры фазового перехода.
Численные значения температуры Кюри для различных веществ и материалов приводятся в специальных справочниках.

## Точка Кюри и давление
При изменении давления точка Кюри материалов смещается.
С ростом давления на кристаллическую структуру объём последней уменьшается. Давление напрямую влияет на кинетическую энергию частиц, усиливая их движение, что вызывает вибрации и нарушает упорядоченность магнитных моментов подобно повышению температуры.
Давление также влияет на плотность состояний. В данном случае плотность состояний снижается, уменьшая число свободных электронов, что приводит к уменьшению числа магнитных моментов, так как они зависят от спинов электронов.